# Tagetes tenuifolia
Tagetes tenuifolia of sterafrikaantje is een eenjarige plant, die behoort tot de composietenfamilie (Asteraceae). De plan wordt ten minste vanaf 1795 gebruikt als sierplant. De soort komt van nature voor langs rivieroevers van Mexico tot in  Colombia.
De plant wordt 20-50 cm hoog en heeft slanke stengels. De geveerde bladeren zijn 5-13 cm lang en hebben twaalf tot tweeëntwintig smallancetvormige blaadjes met een scherp gezaagde bladrand.
De plant bloeit doorgaans van juni tot november. Voorgetrokken planten bloeien vroeger.
Het bloemhoofdje is 2,5-3 cm groot en is niet gevuld. Het omwindsel is vijftandig en 10-20 mm lang. De vijf rode, (citroen)gele of oranje lintbloemen zijn eirond, uitgerand en hebben een M-vormige vlek. Verder zitten er tien tot veertig buisbloemen in een hoofdje. De bloemen zijn eetbaar.

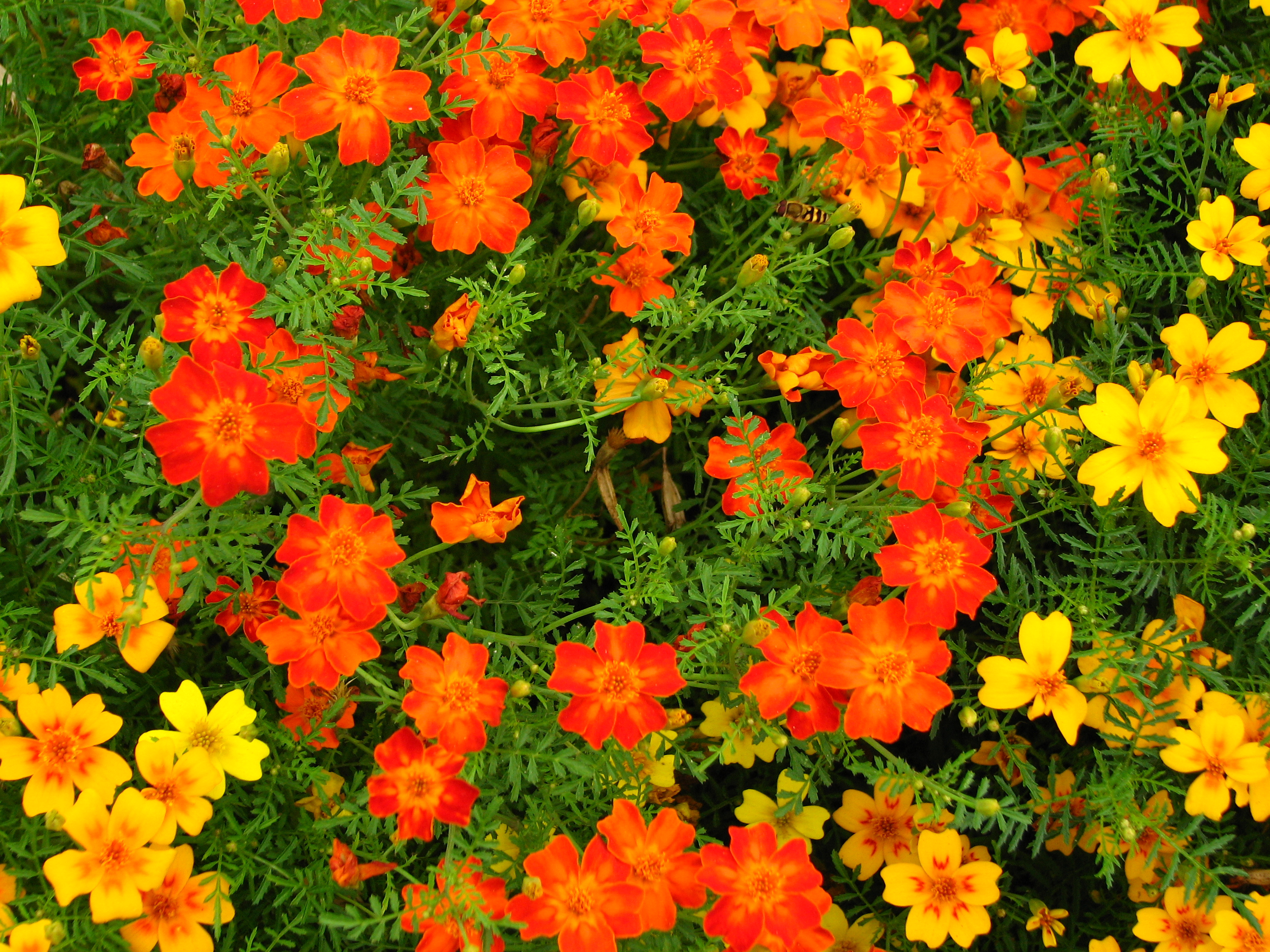
Twee cultivars

| Mediabestanden Commons heeft media  bestanden in de categorie Tagetes tenuifolia . |